# Anna-Lisa Olausson
Anna-Lisa Olausson, född 8 april 1922 i Stenkyrka socken i Göteborgs och Bohus län, avliden 2010, var en svensk målare och tecknare. Hon var dotter till lantbrukaren Janne Leonard Pettersson och hans hustru Bernhardina.    
Olausson studerade teckning för Nils Wedel vid Slöjdföreningens skola i Göteborg 1947 och måleri vid Hovedskous målarskola 1948.
Hon målade och tecknade landskap, stilleben, figurer och porträtt i olja, svartkrita och blyerts, och ställde tillsammans med Gustav Ström och Sven Engblom ut i Skärhamn på Tjörn. Tillsammans med Benita Nilsson gav hon 1994 ut boken Bilder från en barndom Tjörn i början av 1930-talet : en bilderbok.
Olausson och ett antal andra Tjörnmålare, inklusive Tore Kurlberg, hade årliga samlingsutställningar i Skärhamn 1970–1996. De två ingick i ett nätverk av konstnärer hemmahörande på ön.
Hon var en av initiativtagarna till bildandet av Tjörns konstförening. Olausson var aktiv som centerpartistisk politiker i Tjörns kommun.